# Franchincenso
Il franchincenso è una resina aromatica ricavata da alcune specie del genere Boswellia (es. Boswellia thurifera, B. sacra, Boswellia frereana, Boswellia bhaw-dajiana).
Viene utilizzato nell'incenso e nei profumi.
Il franchincenso (il cui nome fa riferimento alla sua preminenza come "vero" o "franco" incenso) è noto anche come olibano, termine che deriva dall'arabo al-lubán ("la cicca"), un riferimento alla sostanza lattiginosa estratta dall'albero. Alcuni testi specificano che l'olibano si estrae dalla Boswellia serrata e presenta un caratteristico profumo agrumato ma a livello commerciale la distinzione è alquanto aleatoria. Sono disponibili diversi tipi di franchincenso a seconda della specie di pianta e dell'epoca di raccolta.

## Storia
Il franchincenso veniva usato nei riti religiosi. Nel Vangelo secondo Matteo 2:11, oro, franchincenso (a volte tradotto pure come incenso) e mirra erano i tre doni offerti a Gesù dai Re Magi provenienti da oriente. Lo sviluppo della cristianità depresse il mercato del franchincenso durante il IV secolo, la desertificazione rese più difficile la percorrenza delle rotte carovaniere che passavano attraverso il deserto del Rub' al-Khali, in Arabia, e le crescenti incursioni dei nomadi Parti nel Vicino Oriente fecero sì che il commercio del franchincenso si riducesse ai minimi termini dopo il 300.
Si narra che l'imperatore romano Nerone abbia bruciato un quantitativo di franchincenso pari al fabbisogno di un anno della città di Roma, in occasione del funerale della moglie Poppea.
La città perduta di Ubar (Wabar), talvolta identificata con Iram delle Colonne (Iram Dhāt al-‘Imād), nell'odierno Oman, si ritiene sia stata un centro del commercio del franchincenso lungo la recentemente riscoperta "via dell'incenso". Ubar venne riscoperta agli inizi degli anni novanta e vi si stanno attualmente effettuando scavi archeologici.

## Composti chimici
Alcuni dei composti chimici del franchincenso sono:
- resina acida (56%), solubile in alcool con formula C20H32O4[1]
- gomma (simile alla gomma arabica) 30–36%[1]
- acido 3-acetil-β-boswellico (Boswellia sacra)[2]
- acido α-boswellico (da estratti di Boswellia sacra)[2]
- acido 4-O-metil-glucuronico (da estratti di Boswellia sacra)[2]
- incensolo acetato
- fellandrene[1]

## Usi
- Può essere utilizzato come antisettico assumendolo per mezzo di inalazioni.[3]